# Ballymun Flats

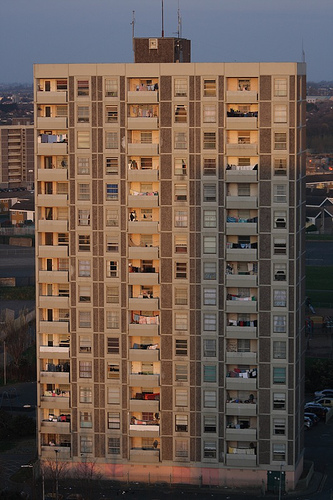
Jedna z výškových budov v roce 2007

Ballymun Flats byl název pro experimentální panelové sídliště, které bylo vybudováno v městě Ballymun v blízkosti Dublinu v Irsku. Vzniklo v 60. letech 20. století. Jednotlivé panelové domy byly zbourány v letech 2013–2015. 

## Historie
Projekt byl zbudován v souvislosti s rychlou urbanizací Irska během poválečného rozvoje. Obyvatelstvo, které žilo v ghettech získalo možnost se přestěhovat do moderních bytů v mnohapatrových domech, které byly vybudovány na okraji města Ballymun v původně otevřené krajině. Sídliště bylo vyprojektováno v roce 1965 a mělo původně být domovem pro 3000 lidí. Vzhledem k své excentrické poloze se však ukázalo být z urbanistického hlediska předurčené k problémům.
Jednotlivé bloky měly čtyři, osm nebo patnáct pater. Většina věžových domů byla dokončena v letech 1966 až 1967. Patnáctipatrové domy, kterých bylo celkem sedm, nesly každý název po jednom z vůdců povstání v roce 1916.
Experimentální sídliště doplnila řada budov občanské vybavenosti, jako např. obchodní centrum. Řada dalších potřebných objektů (např. škol) však nebyla vybudována a byly tak přeplněné školy v sousedních oblastech. Město Dublin však nebylo schopné domy dostatečně udržovat; byly zde časté poruchy výtahů a opožděná byla i výstavba občanské vybavenosti. Veřejná prostranství byla neudržovaná; uvnitř jednotlivých budov docházelo často k vandalismu a objevovala se grafitti.
V 70. a 80. letech bylo sídliště známé vysokou mírou kriminality, spojené především s násilnými zločiny a užíváním drog. Byla zde také poměrně vysoká nezaměstnanost, která byla nicméně typická i pro jiné příměstské čtvrti v Irsku ve stejné době. Roku 1985 schválila irská vláda novou politiku ohledně možnosti snadného pořizování rodinných domů, která přiměla řadu obyvatel sídliště k tomu, aby jej opustila.
V roce 1997 byl zahájen program na přestavbu celé městské části. Většina výškových budov byla později na počátku 21. století stržena a zachováno bylo pouze několik nižších bloků, které byly postupem času obestavěny zástavbou rodinných domů.